# Bayer-Sporthalle Wuppertal

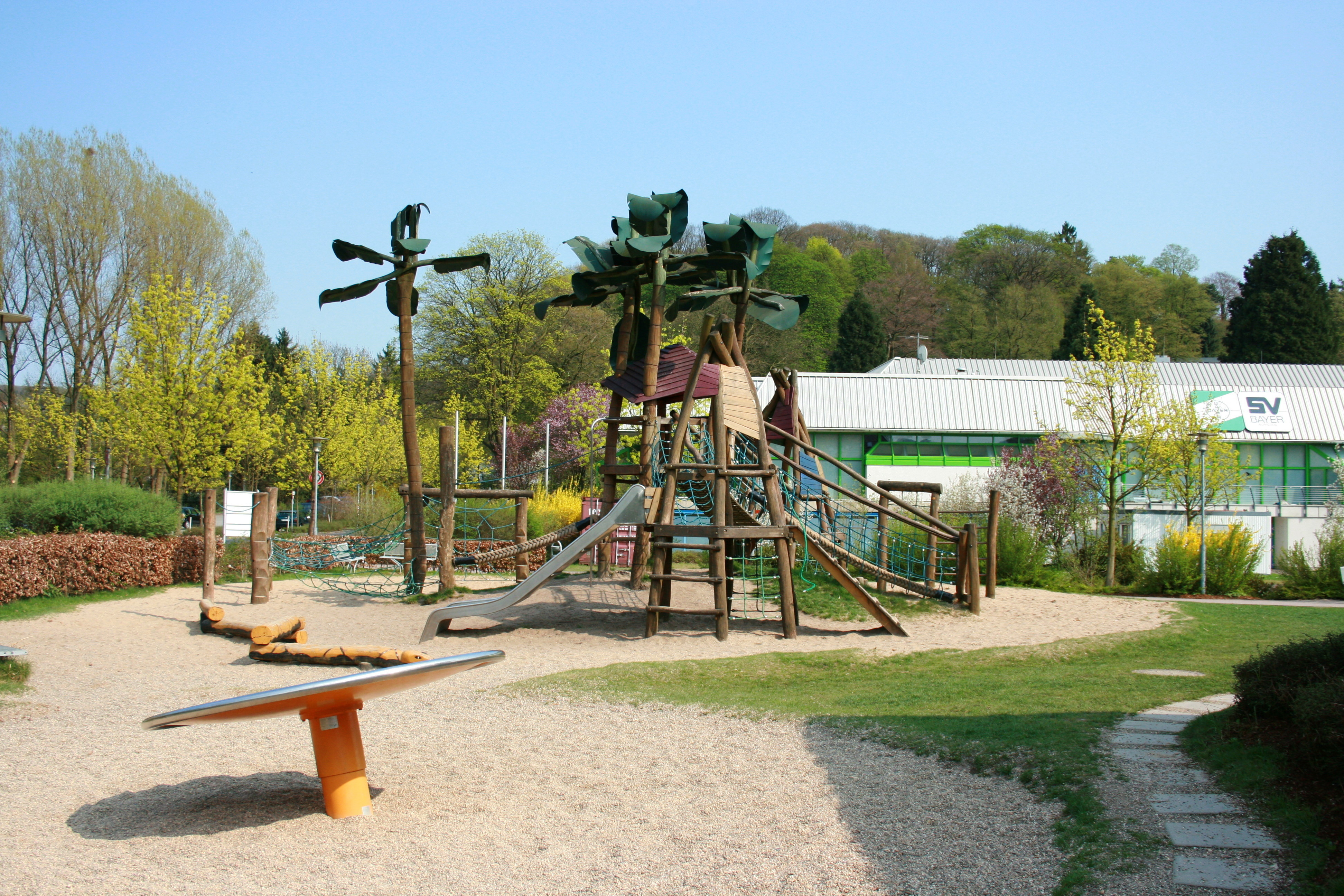
Bayer-Sportpark, im Hintergrund die Bayer-Sporthalle

Die Bayer-Sporthalle Wuppertal befindet sich im auf dem Gelände des Bayer-Sportparks und ist die vereinseigene Sportstätte des Breiten- und Leistungssportverein SV Bayer Wuppertal.
Die Anlage befindet sich im Wuppertaler Stadtbezirk Elberfeld-West im Wohnquartier Zoo, in der Ortslage Unten vorm Steeg. Als Standort wird vereinzelt „Rutenbeck“ angegeben, die Ortslage Rutenbeck, zu dem der Rutenbecker Weg und am Bayer-Sportpark vorbei führt, liegt aber mehr als einen Kilometer weiter südöstlich.

## Bayer-Sportpark
Zum Bayer-Sportpark, zu dem unter anderem die Bayer-Sporthalle gehört, zählt ein Breitensportzentrum mit Fitness-Studio, Physiotherapie-Praxis, Gymnastikhallen, Schwimmbad und Gastronomie.
Im Außenbereich befinden sich zwei Beachvolleyballfelder, ein Hartplatz, eine Kletterwand und ein Abenteuerspielplatz.

## Bayer-Sporthalle

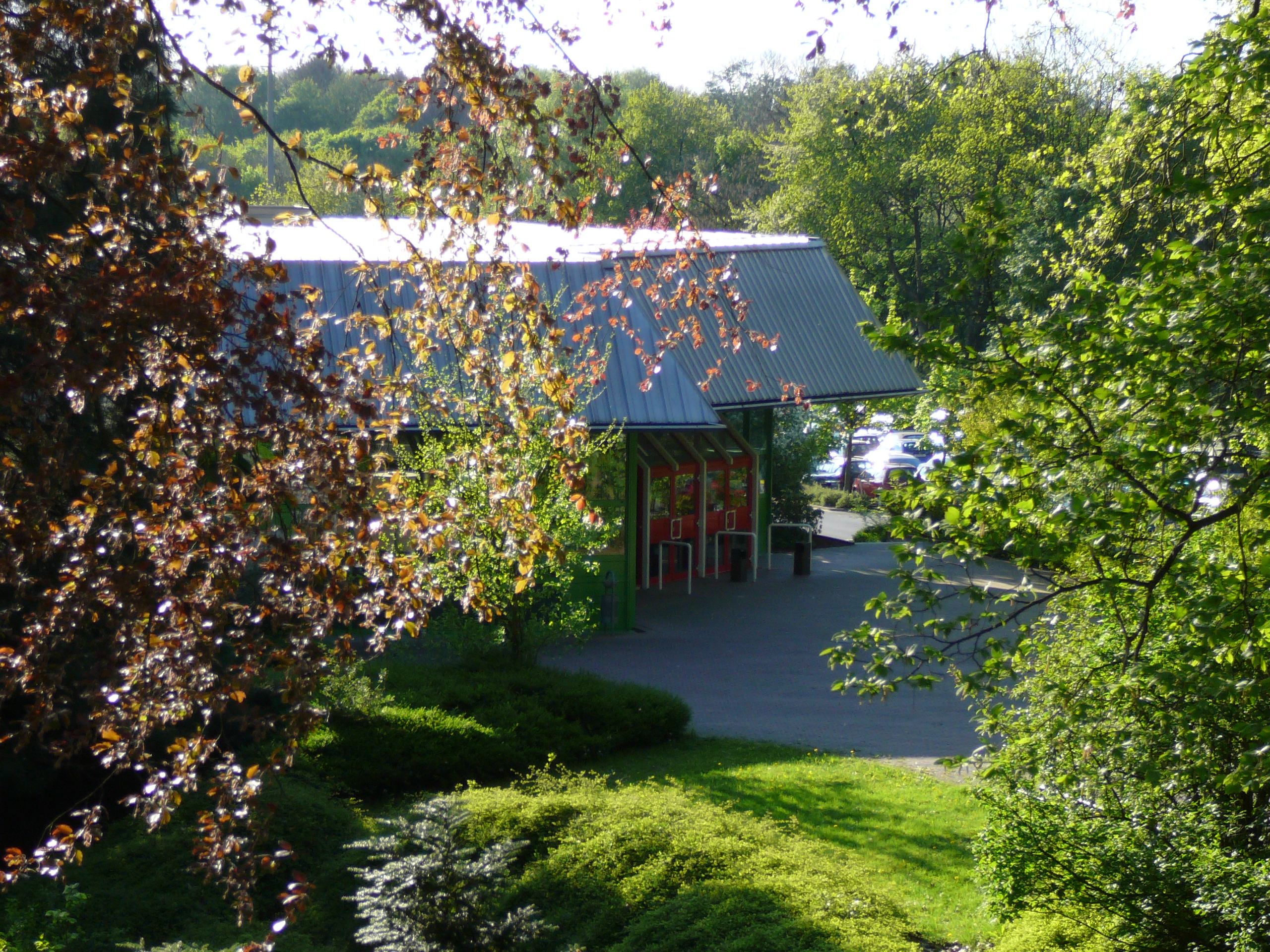
Der Eingangsbereich der Bayer-Sporthalle

Die Mehrzweckhalle bzw. 3-fach-Turnhalle, die Bayer-Sporthalle, ist nach der Uni-Halle die zweitgrößte Veranstaltungshalle in Wuppertal.
Im professionellen Sport wurde die Halle in erster Linie als Heimspielstätte der Volleyballer der A!B!C Titans Berg. Land genutzt, die zur Saison 2011/12 in der 2. Volleyball-Bundesliga antraten.
Bis 2011 diente die Halle ebenfalls als Hauptspielort des damaligen Handball-Zweitligisten Bergischer HC, der einen Teil seiner Heimspiele auch in der Solinger Klingenhalle austrägt. Nach dem Bundesliga-Aufstieg des BHC wurde die Bayer-Halle von der größeren Uni-Halle als Wuppertaler Standort abgelöst.
In der Saison 2017/18 sollen in der Halle mindestens sechs Heimspiele der Bergischen Volleys (ehemals TSG Solingen Volleys) ausgetragen werden.
Die Halle bietet bei derartigen Sportveranstaltungen Platz für 2.300 Gäste.
Als Versammlungsstätte dient die Halle unter anderem der Belegschaft der Bayer HealthCare am Standort Wuppertal.

## Geschichte
Der Bayer-Sportpark und die Bayer-Sporthalle wurde ab 1998 eingerichtet und Schritt-für-Schritt erweitert. Zeitgleich wurde das Bayer-Atrium am Gutenbergplatz aufgegeben und an einem Privatinvestor verkauft.
Im April 2005 wurde der Bau des Zentrums für Breiten- und Gesundheitssport als dritter Gebäudekomplex beendet.
Mit dem Aufstieg des Bergischen HC in der Saison 2011/12 in die erste Handballbundesliga ist die Bayer-Sporthalle eine Spielstätte der Handballbundesliga.